# Список эпизодов телесериала «Виктория-победительница»
Виктория-победительница — американский ситком, транслировавшийся канале Никелодеон. В главной роли снялась Виктория Джастис в роли Тори Веги, молодой девушки, которой по счастливому случаю удалось поступить в среднюю школу Hollywood Arts, школу исполнительных искусств, где учатся необычные студенты. Сериал впервые вышел в свет 27 марта 2010. 10 августа 2012 было объявлено, что у сериала не будет продолжения. Однако, Никелодеон решил разбить финальный сезон шоу на две части.

## Обзор серий
| Сезон | Сезон | Количество эпизодов | Премьера              | Премьера           | Код сезона |
| Сезон | Сезон | Количество эпизодов | Премьера сезона в США | Конец сезона в США | Код сезона |
| ----- | ----- | ------------------- | --------------------- | ------------------ | ---------- |
|       | 1     | 19                  | 27 марта 2010         | 26 марта 2011      | 1xx        |
|       | 2     | 13                  | 2 апреля 2011         | 26 декабря 2011    | 2xx        |
|       | 3     | 13                  | 28 января 2012        | 30 июня 2012       | 3xx        |
|       | 4     | 13                  | 22 сентября 2012      | 2 февраля 2013     | 4xx        |

## Список эпизодов

### 1 сезон (2010/11)
- Этот сезон состоит из 19 эпизодов.
- Эван Джогиа отсутствовал в одном эпизоде. (1x04)
- Ариана Гранде отсутствовала в двух эпизодах. (1x05, 1x17)
- Даниэлла Моне отсутствовала в четырёх эпизодах. (1x07, 1x10, 1x11 и 1x19)

| No. в сериале | No. в сезоне | Название                     | Режиссёр      | Сценарист       | Дата выхода официальная | Дата выхода в России | Код выпуска |
| --- | ------------ | ---------------------------- | ------------- | --------------- | ----------------------- | -------------------- | ----------- |
| 1 | 1            | «Начало»                     | Стив Хофер    | Дэн Шнайдер     | 27 марта 2010           | 4 декабря 2010       | 101         |
| Тори Вега (Виктория Джастис) получает шанс всей своей жизни поступить в школу Hollywood Arts, элитную школу исполнительных искусств после того, как ей пришлось подменить старшую сестру Трину (Даниэлла Моне) на школьном выступлении. После того, как у Трины распухает язык, вследствие чего она не может петь, Тори просят выступить за неё, но она отказывается. Они выталкивают её на сцену. С помощью её нового друга Андрэ Харриса (Леон Томас III), Тори получает бурные овации, и она принимает предложение. В первый день она знакомится с Кэт «Кисой» Валентайн (Ариана Гранде), девушкой, которая, кажется, живёт в собственном мире, Робби Шапиро (Мэтт Беннетт), застенчивым недотепистым занудой, который чревовещает через свою куклу Рекса, красавчиком Бэком Оливером (Эван Джоджиа) и его язвительной девушкой (Элизабет Гиллис). После того, как Тори случайно проливает кофе на рубашку Бэка (соответственно вытирает её), она наталкивается на разгневанную Джейд, которая посчитала, что Тори флиртует с ним. Джейд устраивает сцену Тори, называет её собакой и потом начинает рассказывать, какая она плохая актриса. Потом она берёт кофе и выливает его на Тори, от чего та, горя от стыда, сбегает. После ссоры с Джейд Тори пытается выяснить зачислена ли она в Hollywood Arts. По настоянию Трины (которая не хотела, чтобы она прославилась «сестрой той убогой девушкой, которая сдалась в первый же день»), Тори возвращается в класс и потом мстит Джейд, обойдя её импровизации и поцеловав Бэка прямо перед её глазами. Сопутствующие песни "Make It Shine" (В исполнении Виктории Джастис). Примеч.: В начале эпизода на холодильнике возле Тори были замечены наклейки с "АйКарли". |              |                              |               |                 |                         |                      |             |
| 2 | 2            | «Сцена С Птицей»             | Стив Хофер    | Дэн Шнайдер     | 11 апреля 2010          | 5 декабря 2010       | 102         |
| Тори пробуется на главную роль в спектакле «Магия лунного света», к которому Андрэ написал музыку. Однако, по словам Психовски, она должна сдать «Сцену с птицей», прежде чем претендовать на роль в любом спектакле. Естественно, она провалилась. Когда она с третьей попытки сдавала «Сцену с птицей», она сказала, что гордиться собой. В этом и заключался весь секрет, и она всё-таки сдала. Помимо этого, ей также надо креативно и эффектно украсить свой шкафчик, что является традицией Hollywood Arts. После нескольких дней раздумья, она решает, как разукрасить его, и это приводит к успеху. Тем временем, Андрэ и Робби записываются на уроки балета, чтобы познакомиться с девчонками, но потом выясняется, что там одни парни. Они хотят бросить балет, но им приходится его посещать, чтобы не вылететь из школы. |              |                              |               |                 |                         |                      |             |
| 3 | 3            | «Сценическая Драка»          | Стив Хофер    | Джордж Доти IV  | 18 апреля 2010          | 11 декабря 2010      | 103         |
| Тори застаёт драку Бэка и Раса. Потом она выясняет, что это просто игра. После урока сценической драки, учитель ставит Тори в напарницы к Джейд для сценической драки. Тори пугается и бьёт тростью Джейд во время скетча. У Джейд начинает кровоточить глаз, он чернеет, и Тори наказывают за это. Она должна отмыть зал после драки с едой. Среди студентов происходит перебранка, и Джейд обливают водой. Андрэ обнаруживает, что она подрисовала фингал и кровь. Джейд чувствует вину за то, что Тори всё узнала через Андрэ, и она ей помогает немного убрать и убегает от охранника, который должен был наблюдать за процессом. |              |                              |               |                 |                         |                      |             |
| 4 | 4            | «Неделя-Рождения Песня»      | Адам Вайсман  | Джэйк Фэрроу    | 25 апреля 2010          | 19 декабря 2010      | 107         |
| Подходит «неделя рождения» Трины, и Тори не может решить, что подарить ей. Андрэ предлагает написать песню, они сочиняют её под названием «You're the Reason» и исполняют на вечеринке у Трины. Трина, однако, не считает это хорошим подарком, потому что Тори не потратила никаких денег на неё. Кэт идёт в гости к бабушке Робби, поначалу она ведёт себя хорошо, но когда дело доходит до ремонта бабушкиного компьютера, они начинают беситься. Приглашённая звезда: Рене Тейлор в роли Мамау, бабушка Робби. Отсутствовал: Эван Джоджиа в роли Бэка Оливера. Сопутствующая песня: "You're the Reason" (В исполнении Виктории Джастис). |              |                              |               |                 |                         |                      |             |
| 5 | 5            | «Джейд бросает Бэка»         | Стив Хофер    | Мэтт Флекенстин | 2 мая 2010              | 18 декабря 2010      | 106         |
| Джейд начинает ревновать Бэка, когда он начинает тусоваться с известной личностью и разрывает с ним отношения. Через некоторое время, она просит Тори помочь ей вернуть его. Они окончательно ругаются. В конце серии Бэк мирится с ней. Тем временем, Робби должен написать рецензию о шоу Трины с одной актрисой для школьного сайта The Slap.com. Трина угрожает ему, чтобы он написал хорошую статью, хотя шоу было просто ужасно. Отсутствовала: Ариана Гранде в роли Кэт Валентайн. Примеч.: Джерри Трейнор из АйКарли появляется в эпизодах в качестве судьи на прослушивании спектакля Трины. Сопутствующая песня: "Chicago" (В исполнении Даниэллы Моне). |              |                              |               |                 |                         |                      |             |
| 6 | 6            | «Тори – Зомби»               | Расс Рейнселл | Дэн Шнайдер     | 10 мая 2010             | 12 декабря 2010      | 105         |
| Кэт ходит на уроки визажа и не может никого найти для тренировки, поэтому Тори соглашается быть её подопытной. Кэт использует суперклей, когда накладывает макияж, как у зомби. Вечером у Тори намечается спектакль, в котором она играет главную роль. Тори заставляет Кэт и Трину отправиться на завод по производству суперклея, чтобы достать растворитель. Трина и Кэт приходят тогда, когда у Тори уже начался спектакль. К концу песни Трина и Кэт подбегают к Тори с растворителем, и Тори допевает песню в нормальном виде. Приглашённая звезда: Адам Гоулдберг в роли Мюррея, режиссёра и Рейчел Квинанс в роли Софии Мишель, сценариста. Примеч.: У Трины в этом эпизоде такой же рингтон, как у Спенсера в одном из эпизодов АйКарли. В эпизоде «Тори сходит С Ума», песня, которую исполняют Трина и Кэт – "Five Fingaz to the Face". Сопутствующая песня: "Five Fingaz to the Face" (отрывок) и "Finally Falling". |              |                              |               |                 |                         |                      |             |
| 7 | 7            | «Роборацци»                  | Стив Хофер    | Артур Градштейн | 4 июня 2010             | 13 марта 2011        | 108         |
| Робби начинает снимать ролики о неловких ситуациях своих друзей для своего блога «Роборацци» на сайте The Slap, чтобы посмеяться над ними. Его блог естественно становится популярным. В конце, он находит другую тему для блога, чтобы остаться на сайте TheSlap. Тем временем Кэт становится одержима покупкой странных вещей из каталога «Небесный Магазин». Друзья убеждают её прекратить всё скупать. Отсутствовала: Даниэлла Моне в роли Трины Веги. |              |                              |               |                 |                         |                      |             |
| 8 | 8            | «Выживание В Жаре»           | Расс Рейнсел  | Дэн Шнайдер     | 26 июня 2010            | 3 апреля 2011        | 117         |
| Жара приходит в Лос-Анджелес, и Тори с друзьями (Викторией, Кэт, Триной, Андре, Робби, Рексом, Бэком и Джейд) решают уехать на пляж в окрестностях Лос-Анджелеса, чтобы отдохнуть. Но они (кроме Кэт, которая осталась в уборной) застревают в трейлере Бэка, из-за того, что другой трейлер припарковался прямо рядом с ними. Пока они были взаперти, Кэт развлекалась с Беном (ДжейСи Гонсалес) - одним из четырёх «горячих» парней, абсолютно не заметив отсутствие друзей, которым можно было бы помочь избежать ужасной ситуации в которой они оказались. Сопутствующие песни: "Make It Shine" Примеч.: В Британии этот эпизод назвали «Запертые в трейлере». |              |                              |               |                 |                         |                      |             |
| 9 | 9            | «Вай-Фай В Небе»             | Стив Хофер    | Дэн Шнайдер     | 27 августа 2010         | 17 апреля 2011       | 118         |
| Самолёт Тори и Трины, который должен был отвезти их домой, задерживается, поэтому нервная Тори включает веб-конференцию, чтобы поработать над групповым проектом для школы с Андрэ, Кэт и Бэком, пока она находится в самолёте. Пока они делают проект, кто-то или что-то их постоянно отвлекает. Они не всерьёз воспринимают видео-чат. Кэт отвлекается на эффекты. Андрэ отвлекает постоянно чокнутая бабушка, а Бэк отвлекается на Джейд. В конце концов, они все выходят из чата и Тори решает закончить всё сама. Тем временем, Трина пытается прорваться в первый класс к Пересу Хилтону и крадёт его камеру в надежде, что когда она «вернёт её», это сделает её знаменитой. Специальная приглашённая звезда: Перес Хилтон в роли самого себя. Примеч.: на экране ноутбука Кэт нарисован «Небесный магазин», который так любит Кэт в эпизоде Роборацци. |              |                              |               |                 |                         |                      |             |
| 10 | 10           | «Большой Перерыв Бэка»       | Дэвид Кендалл | Артур Градштейн | 25 сентября 2010        | 24 апреля 2011       | 104         |
| У Бэка маленькая роль в фильме с Мелиндой Мюррей в главной роли. Он приглашает своих друзей сняться в массовке. Из-за Тори случайно увольняют Бэка, поэтому она снова пытается вернуть его место в фильме. Тем временем, у Робби начинаются странные кошмары о Рексе, поэтому он идёт к Лейну за помощью. Приглашённая звезда: Эллен Холлман в роли Мелинды Мюррей. Отсутствовала: Даниэлла Моне в роли Трины Веги. |              |                              |               |                 |                         |                      |             |
| 11 | 11           | «Пинг-Понговое Жульничество» | Стив Хофер    | Мэтт Флекенстин | 1 октября 2010          | 2 апреля 2011        | 115         |
| Тори становится подозрительной, когда друзья избегают её. После того, как она узнаёт, что они все являются членами школьной группы по пинг-понгу, она также узнаёт, что за победу она может поесть в очень дорогом ресторане, и поэтому соглашается участвовать. В ресторане Робби заказывает тарелку икры, которая ему понравилась, но оказывается дорогой и из-за него им приходится выложить все деньги, которые у них есть. В конце, Тори и Андрэ исполняют вживую, чтобы заплатить за счёт. Отсутствовала: Даниэлла Моне в роли Трины Веги. Сопутствующая песня: "Tell Me That You Love Me". |              |                              |               |                 |                         |                      |             |
| 12 | 12           | «Новый Парень Кисы»          | Адам Вайсман  | Артур Градштейн | 8 октября 2010          | 20 марта 2011        | 112         |
| Киса начинает встречаться с бывшим парнем Тори, Даниэлем, а Тори начинает ревновать. Тем временем, Трина уговаривает Робби, Андрэ, Джейд и Бэка получить наслаждение от рыбки, поедающей отмершую кожу, которую она купила у какого-то незнакомца. Приглашённая звезда: Мэтт Анхель в роли Даниэля. |              |                              |               |                 |                         |                      |             |
| 13 | 13           | «Пуститься во все тяжкие»    | Стив Хофер    | Дэн Шнайдер     | 26 ноября 2010          | 30 апреля 2011       | 119–120     |
| Родители Тори уезжают на уик-энд. В это время у Трины удаляют зуб мудрости. Тори становится тяжело ухаживать за больной Триной. Тем временем, Джейд и Киса соревнуются в пении в караоке-клубе с двумя девушками Хэйли Фергюсон и Тарой Ганц. Девушки выигрывают потому, что отец Хэйли – хозяин клуба. По этой причине Джейд и Кэт запрещено петь ещё раз. Джейд обманом заставляет Андрэ, Робби и Бэка остаться и позаботиться о Трине, в то время как крадёт ключи от машины Бэка, чтобы Тори, она и Кэт поехали в караоке для матча-реванша. Они маскируют Тори под уродливую девушку, и когда они приезжают, Джейд и Кэт вызывают девочек на соревнование. Девушки выбирают человека из толпы, чтобы спеть в состязании. Они выбирают Тори. Она начинает петь 'Freak the Freak Out', а тем временем снимает с себя маскировку. Тори получает большое количество голосов, и тем самым выигрывает поединок. Тем временем, Робби и Синджин грабят две нортриджиские девушки. В конце, Психовски поёт песню и получает бурные овации. Примеч.: Несуществующая певица/поп-звезда Джинджер Фокс (также известная по двум её хитам "Number One" и "Hate Me, Love Me") из эпизода АйКарли "iFix a Pop Star". Примеч. 2: Это первый часовой спецвыпуск. Примеч. 3: Согласно коду, этот эпизод должен был выйти в конце сезона. Приглашённая звездаѕ: Джиллиан Клер в роли Хэйли Фергюсон, Джейми Сноу в роли Тары Ганц и Том Вирту в роли Джойи Фергюсона. Сопутствующая песня: "Forever Baby", "Number One", "Hate Me Love Me", "Give It Up" и "Freak the Freak Out". |              |                              |               |                 |                         |                      |             |
| 14 | 14           | «Рекс Умирает»               | Расс Рейнсел  | Джейк Фэрроу    | 8 января 2011           | 11 сентября 2011     | 110         |
| Тори попросила сделать Робби «ураган» для пьесы, используя устройство, которая выдувает и засасывает. Андрэ показал Тори, как он работает и оставил его включённым на всасывании. Робби оставил Рекса под присмотром Тори, пока он пошёл переодеваться, потому что Рекс посмеялся над ним. Тори положила его и включила машину, не заметив, что устройство включено на всасывание. В итоге из-за Тори случайно засосало Рекса в устройство, от чего у него появились сильные повреждения. Друзья отнесли его к доктору и попросили его притвориться, что Рекс умер, чтобы Робби смирился с этим. Доктор соглашается только за одну услугу: Тори должна пойти на свидание с его сыном-неудачником, Лендалем, но Тори обманом заставляет Трину пойти на него. Сопутствующая песня: "Forever Baby". |              |                              |               |                 |                         |                      |             |
| 15 | 15           | «Дидли-Бопс»                 | Стив Хофер    | Мэтт Флекенстин | 17 января 2011          | 25 сентября 2011     | 111         |
| Тори и её компанию пригласили выступить на дне рождения сына друга Психовски. Также у Андрэ появляется шанс всей его жизни, когда ему звонит продюсер и говорит, что хочет записать с ним песню. Но его контракт подвергается риску сорваться, когда видео с дня рождения появляется в интернете. Поэтому, чтобы сделать мощный рывок, он записывает песню с Тори. Сопутствующая песня: "Song 2 You" и "Favorite Food". |              |                              |               |                 |                         |                      |             |
| 16 | 16           | «Вок Стар»                   | Адам Вайсман  | Джейк Фэрроу    | 17 января 2011          | 15 мая 2011          | 116         |
| Джейд написала пьесу "Лучшие пожелания", но ей не разрешают поставить её в школе. Тори помогает Джейд поставить её своими силами с помощью м-ра Ли, хозяина любимого китайского ресторана Тори «Вок Стар», который безвозмездно согласился стать продюсером. Но всё усложняется, когда м-р Ли вносит радикальные коррективы в сценарий, и хочет, чтобы его дочь Дейзи участвовала в ней. Приглашённая звездаѕ: Сюзан Чуанг в роли миссис Ли и Джейд-Лианна Питерс в роли Дейзи. Примеч.: Джош Пек из Дрейк и Джош снялся в эпизодах в конце серии в роли одного из зрителей, который подошёл и поздравил Джейд |              |                              |               |                 |                         |                      |             |
| 17 | 17           | «ГолиВУД»                    | Дэвид Кендалл | Дэн Шнайдер     | 5 февраля 2011          | 8 мая 2011           | 114         |
| Тори, Андрэ, Бэк и Джейд обрадовались новости, что они будут участниками нового реалити-шоу «Вуд», который должен был сниматься в Голливуд Артс. После того, как продюсеры решили соединить два разных звонка Тори и Бэка в один, сделав так, как будто они нравятся друг другу, они поняли, что продюсеры хотят зрелища. Поэтому компания решила разыграть сцену для шоу. Тем временем Робби и Трине пришлось работать в закусочной, потому что они травмировали Фестуса, но всё оказалось гораздо сложнее, чем они сначала ожидали. Отсутствовала: Ариана Гранде в роли Кэт Валентайн. Сопутствующая песня: "Forever Baby" (на английском и испанском). |              |                              |               |                 |                         |                      |             |
| 18 | 18           | ««Фильм Дэйла Скваерза»»     | Адам Вайсман  | Джордж Доти IV  | 5 марта 2011            | 4 сентября 2011      | 109         |
| Друзья узнают, что они будут сниматься в фильме Дэйла Скваерза. Но после того, как он не включил их в титры, они разрабатывают план мести. Тем временем Бэк и Робби чинят новую машину Робби. А он пытается привлечь внимание девчонок, которые приходят посмотреть, как работает Бэк. Приглашённая звезда: Стефен Лунсфорд в роли Дэйла Скваерза. |              |                              |               |                 |                         |                      |             |
| 19 | 19           | «Роль навсегда»              | Расс Рейнсел  | George Doty IV  | 26 марта 2011           | 2 октября 2011       | 113         |
| Психовски приглашает группу домой для того, чтобы научить их актёрскому мастерству. Кто выйдет из роли, того выгоняют из дома. Роли распределились так: Тори – коп с ярко-красной помадой и обожающая хлопья, Андрэ – марафонец на 9 месяце беременности, Джейд – милая фермерская девушка, которая всем довольна, Кэт – стендап комедиантка 80-х годов, которая всех раздражает, Бэк – британец, который любит вторгаться в чужую жизнь и Робби – говорящий мотиватор, у которого подкосились ноги после выпитого непонятного напитка. Тем временем м-р и м-с Вега пытаются отпраздновать романтично и умиротворённо годовщину под романтическую драму Язык нежности, но им постоянно мешают школьники, которые были выгнаны с урока. Они нашли этот фильм смешным, что стало раздражать м-ра и м-с Вега. Отсутствовала: Даниэлла Моне в роли Трины Веги. Примеч.: В том моменте, когда Бэк (был в образе) разговаривает с Тори, можно услышать, как он говорит «Дэн Шнайдер». Также бабушка Андрэ, появившаяся в доме Психовски необъяснимым образом нашла его место нахождения. Трина только один раз упоминается в этом эпизоде. |              |                              |               |                 |                         |                      |             |

### Сезон 2 (2011)
- Сезон состоит из 13 эпизодов.
- Эван Джоджиа отсутствовал в трёх эпизодах. (2x04, 2x05 и 2x08)
- Даниэлла Моне отсутствовала в двух эпизодах. (2x02 и 2x10)

| No. в сериале | No. в сезоне | Название                   | Режиссёр     | Сценарист                                                           | Дата выхода официальная | Дата выхода в России | Коде    |
| --- | ------------ | -------------------------- | ------------ | ------------------------------------------------------------------- | ----------------------- | -------------------- | ------- |
| 20 | 1            | «Умолять На Коленях»       | Стив Хофер   | Джейк Фэрроу                                                        | 2 апреля 2011           | 19 февраля 2012      | 209     |
| Тори влюбляется в симпатичного одноклассника по имени Райдер Дэниэлс, который попросил спеть её дуэтом. Потом она узнаёт его маленький секрет и решает отомстить ему на вечеринке. Тем временем Робби меняет свой имидж, чтобы нравится девчонкам, а Кэт принимает экстренные звонки на телефон. Приглашённая звезда: Райан Роттман в роли Райдера Дэниэлса. Сопутствующая песня: "Beggin' on your Knees". Примеч.: Этот эпизод вышел в США сразу после 2011 Kids' Choice Awards. |              |                            |              |                                                                     |                         |                      |         |
| 21 | 2            | «Опасный Трюк Тори»        | Стив Хофер   | Дэн Шнайдер                                                         | 16 апреля 2011          | 8 января 2012        | 201     |
| Психовски отправляет Тори сниматься в кино. Хотя она не получила роль, она зачислена в качестве дублёрши после того, как солгала в резюме, и потому что она похожа на главную героиню. Теперь Тори предстоит упасть с 12-метровой высоты или её подвергнуть остракизму в Голливуде. Из-за страха она застопорилась, поэтому Бэк оделся как Тори, чтобы притвориться ею и упасть вместо неё. В конце Тори решила, что ей не нужно падать, чтобы доказать, что она не размазня, но она по-прежнему была напугана, поэтому Джейд толкнула её. А Кэт примеряла на себя разные костюмы, которые она сделала уроках шитья . Отсутствовала: Даниэлла Моне в роли Трины Веги. |              |                            |              |                                                                     |                         |                      |         |
| 22 | 3            | «Мороженое КеШи»           | Адам Вайсман | Артур Градштейн                                                     | 22 апреля 2011          | 12 февраля 2012      | 210     |
| Тори приходится прислуживать Трине из-за того, что она проиграла заключённый в детстве спор. Тори и друзья пытаются выиграть приватный концерт Ke$ha ища все буквы из её имени в мороженом с целью освободить Тори от наказания. Они нашли все буквы кроме $, она оказывается в руках маленького мальчика, и чтобы её забрать Тори, Кэт и Джейд должны его поцеловать и пригласить на концерт Кеши. В конце Тори запирает дверь и оставляет мальчика снаружи дома во время концерта, но Трина, которая посочувствовала ему, предложила поцеловать себя, на что он ответил, что «ужас» и сразу ушёл. Специальная приглашённая звездаѕ: Кеша в роли самой себя и Луи Себерт в роли мальчика. Сопутствующая песня: "Blow". |              |                            |              |                                                                     |                         |                      |         |
| 23 | 4            | «Тори застревает»          | Расс Рейнсел | Джейк Фэрроу                                                        | 14 мая 2011             | 22 января 2012       | 205     |
| Тори и Джейд соревнуются за то, кто из них будет играть главную роль в спектакле "Пароходик Сьюзи", выигрывает Тори. Но когда Робби попадает в больницу, Тори рискует своей ролью, чтобы перелить ему кровь. Джейд делает безжалостные попытки, чтобы Тори не попала на спектакль. Тем временем Трина тренируется хрипеть и кашлять для роли больной девушки в спектакле, но всё заканчивается тем, что она подхватывает туберкулёз после того, как поехала с Тори в больницу. Отсутствовал: Эван Джоджиа в роли Бэка Оливера. Сопутствующая песня: "The Captain is She". |              |                            |              |                                                                     |                         |                      |         |
| 24 | 5            | «Вредитель Баула»          | Адам Вайсман | Мэтт Флекенстин                                                     | 21 мая 2011             | 5 февраля 2012       | 211     |
| Тори решает провести студенческий бал в Голливуд Артс. Джейд приходит в бешенство, когда узнаёт, что Тори запланировала бал в то время, когда она собиралась выступать. Когда Тори отказалась его отменять, она решила испортить бал в качестве мести. Робби думает, что Кэт врёт, что у неё есть пара на балу, после того, как она ему отказывает. Трина просит Синджина фальсифицировать голоса так, чтобы она стала королевой бала, взамен пообещав ему быть парой на балу. Новая одержимая поцелуями девушка Андрэ сводит его с ума. Приглашённая звезда: Тристин Мэйс в роли Шерри. Отсутствовал: Эван Джоджиа в роли Бэка Оливера. Сопутствующая песня: "Best Friend's Brother" в исполнении Виктории Джастис. Примеч.: Джейд упомянула, что в Голливуд Артсе никогда не проходили балы, но в первой серии Рекс сказал, что Кэт отказали провести бал в прошлом году. |              |                            |              |                                                                     |                         |                      |         |
| 25 | 6            | «Под Замком»               | Стив Хофер   | Дэн Шнайдер                                                         | 30 июня 2011            | 5 мая 2012           | 203–204 |
| Тори и компанию пригласили провести уик-энд в родной стране Фестуса Йерба, чтобы выступить перед премьер-министром. Но всё пошло не так, как они ожидали: заключённые вторглись к ним в отель, ужасные условия проживания, и Андрэ укусил огромный комар. Но компанию всё равно заставили остаться, чтобы выступить перед министром. Однако, из-за недоразумения с туфлей (у Тори соскользнула туфля и ударила прямо в глаз министру) Тори приговорили к четырём годам лишения свободы. В дальнейшем арестовали и её друзей, когда они пытались вызволить Тори (Робби случайно убил осьминога министра). В тюрьме им было несладко, но Тори разработала план с одной женщиной, как сбежать из тюрьмы, Психовски переоделся в тюремщика, а Кэт отвлекала всех тем, что учила заключённых как танцевать. Сопутствующая песня: "All I Want is Everything" и "I Want You Back" группы Jackson 5. Примеч.: Это второй специальный часовой эпизод. Примеч.2: На спине у заключённых можно прочитать русское слово «Прыщ», а в тюрьме вообще все надписи исключительно на русском языке. |              |                            |              |                                                                     |                         |                      |         |
| 26 | 7            | «Хелен Возвращается»       | Расс Рейнсел | Артур Градштейн                                                     | 10 сентября 2011        | 15 января 2012       | 202     |
| Директор Эйкнер увольняется из Голливуд Артс. На его место нанимают Хелен (из Дрейк и Джош), и она решает пересмотреть всех учеников, чтобы решить, кому остаться, кому нет. Несмотря на превосходное прослушивание с Андрэ, Тори была отбракована, и её компания пытается найти способ поменять решение Хелен. В итоге оказывается так, что помощник Хелен перепутал имя Тори с Триной, и таким образом, на самом деле Трина не прошла отбор. Однако, Тори пытается заставить Хелен оставить Трину в Голливуд Артс. Поэтому она просит Робби притвориться похитителем, который украдёт Хелен из школы. План заключался в том, чтобы Трина как бы «спасла» Хелен от похитителя. В итоге, Трину зачисляют обратно в Голливуд Артс. Special Приглашённая звезда: Иветт Николь Браун в роли Хелен. Сопутствующая песня: "Make it Shine (Remix)". |              |                            |              |                                                                     |                         |                      |         |
| 27 | 8            | «Кто Так Сделал С Триной?» | Адам Вайсман | Дэн Шнайдер                                                         | 17 сентября 2011        | 26 февраля 2012      | 208     |
| Тори собирается поставить спектакль, но ей приходится взять Трину на главную роль. В день показа у Трины рвётся страховочный трос и она падает, к тому же сверху на неё падает декорация. Возникает вопрос было ли это несчастным случаем или намеренно сделано. Лейн обнаруживает, что трос был подрезан и вызывает Джейд, Андрэ, Тори, Кэт, Робби и Рекса к себе в кабинет, чтобы выяснить что на самом деле случилось. В итоге, выясняется, что это сделал Рекс в отместку за то, что с ним сделала Трина. Отсутствовал: Эван Джоджиа в роли Бэка Оливера. Примеч.: Несмотря на то, что Хелен из сериала Дрейк и Джош появилась в эпизоде «Хелен возвращается», Кэт вспоминает тот момент, когда Тори и Трина работали на фабрике по производству суши (показывается сцена из Дрейк и Джош, пока она рассказывает), но Андрэ упоминает, что этого никогда не было, что это было в ТВ-шоу, на что Тори отвечает: Дрейк и Джош. Нэйтан Кресс появился в эпизодах в роли одного из зрителей на спектакле Тори. Ресторан «У Б.Ф. Вонга», где Андрэ встретил Кико является пародией на ресторан «У П.Ф. Чанга». |              |                            |              |                                                                     |                         |                      |         |
| 28 | 9            | «Тори Мучает Учителя»      | Расс Рейнсел | Мэтт Флекенстин                                                     | 1 октября 2011          | 9 сентября 2012      | 206     |
| Психовски празднует 10-летнюю преподавательскую работу в Голливуд Артс, а Тори и компания решили поздравить его, взяв его на пьесу. Но всё идёт наперекосяк, когда Психовски впадает в депрессию после просмотра пьесы, и Тори из-за этого начинает чувствовать вину и пытается всё исправить. Тем временем Трина пытается понравиться парню, притворяясь разносчицей пиццы. А Бэк и Джейд ругаются, посылая друг другу смски. |              |                            |              |                                                                     |                         |                      |         |
| 29 | 10           | «В Джейд Влюбляются»       | Клэйтон Боэн | Дэн Шнайдер                                                         | 8 октября 2011          | 26 февраля 2012      | 207     |
| Андрэ влюбляется в Джейд после того, как они сочиняли вместе песню, и Тори пытается помочь ему справиться с этим. А Робби помогает Тори подготовиться к сдачи экзамена для того, чтобы попасть на уроки пения R&B, а Кэт становится одержима юпитерскими сапогами. Отсутствовала: Даниэлла Моне в роли Трины Веги. Примеч.: Песня написанная Андрэ совместно с Джейд называется «Okay», она также была использована в конце второго эпизода «Зоуи 101». Сопутствующая песня: "365 Days". |              |                            |              |                                                                     |                         |                      |         |
| 30 | 11           | «Парад»                    | Стив Хофер   | Дэн Шнайдер                                                         | 15 октября 2011         | 15 сентября 2012     | 212     |
| Психовски говорит Тори и компании сделать платформу для парада, которую разработала его новая девушка. После того, как платформа была закончена, группе надо было добраться на парад, но они застряли в опасной части города из-за лопнувшей шины. |              |                            |              |                                                                     |                         |                      |         |
| 31 | 12           | «Рождественская Тори»      | Стив Хофер   | Дэн Шнайдер & Warren Bell                                           | 3 декабря 2011          | 24 декабря 2012      | 301     |
| В Голливуд Артс пришло Рождество, и Психовски поручает всем из компании быть друг другу Тайными Сантами, чтобы создать праздничное настроение. Тот, кто подарит худший подарок должен будет пойти с Психовски во время кануна Рождества на рождественские песнопения. Тори старается из-за всех сил найти идеальный подарок для Андрэ после того, как узнала, что она его Тайный Санта. Тем временем Трина вовлекает Робби в процесс декорирования гигантской ёлки, а Бэк не спит но ночам из-за того, что в его комнате стрекочет сверчок. А Андрэ становится ворчуном после того, как получил тройку за песню, которую он написал для творческого музыкального класса. Робби дарит Кэт машину по производству сахарной ваты, что её обрадовало больше всего, потому что к ней прилагался мужчина. Она за это поцеловала Робби в щёку и убежала вся на радостях. В конце эпизода Андрэ получает пятёрку благодаря Тори, Кэт и Джейд, которые спели его песню, написанную для музыкального класса. Для Бэка Андрэ подарил сверчка, которого отловил в его комнате, заявив, что им, вероятнее всего, нравится арахисовое масло. Примеч.: Этот эпизод по счёту должен был идти первым, судя по коду. Сопутствующая песня: "It's Not Christmas Without You". |              |                            |              |                                                                     |                         |                      |         |
| 32 | 13           | «Виктория-ошибительница»   | Расс Рейнсел | Даррен Томас, Стефани Ледар, Эрика Спейтс и Сэм Литтенбург-Вайсберг | 26 декабря 2011         | 23 сентября 2012     | 213     |
| В этом эпизоде показаны интервью, оговорки и вырезанные кадры всего актёрского состава с самого начала сериала. Шоу ведёт и комментирует «Кристофер Кейн», кукла, которая представляет себя как актёра, играющего «Рекса». |              |                            |              |                                                                     |                         |                      |         |

### Сезон 3 (2012)
- Этот эпизод начали снимать 2 октября 2011[8] и закончили 30 июня 2012.[9] Хронология событий второй половины сезона совпадает с финальным сезоном сериала iCarly, съёмки которого проходили в январе.[10][11]

| No. в сериале | No. в сезоне | Название                                           | Режиссёр      | Сценарист                         | Дата выхода официальная | Дата выхода в России | Код |
| --- | ------------ | -------------------------------------------------- | ------------- | --------------------------------- | ----------------------- | -------------------- | --- |
| 33 | 12           | «Голодная компашка»                                | Стив Хофер    | Дэн Шнайдер и Джейк Фэрроу        | 28 января 2012          | 30 сентября 2012     | 302 |
| Этот эпизод был маленькой пародией на фильм 1985 года Клуб «Завтрак». Тори и друзьям пришлось сидеть всю субботу взаперти после того, как они опоздали в класс. Во время эпизода идёт очень много ссылок на фильм: фразы, сцены с танцами и преследования по коридору. Все неподходящие диалоги были изменены. К примеру, эпизод с наркотиками был изменён на тако, а вопросы о девственности на веганство. Примеч.: Хоть Даниэлла Моне появляется в эпизоде на какое-то время, тем не менее, она ничего не говорит. Специальная приглашённая звезда: Роб Риггл в роли зам. директора Дикерса. Сопутствующая песня: "Don't You (Forget About Me)" в исполнении актёрского состава Виктории-победительницы. |              |                                                    |               |                                   |                         |                      |     |
| 34 | 3            | «Клуб «Горилла»                                    | Стив Хофер    | Дэн Шнайдер и Уоррен Белл         | 4 февраля 2012          | 11 ноября 2012       | 307 |
| Психовски и Кэт не понравилось выступление Тори на прослушивании для роли в фильме. Её друзья посоветовали ей пойти в клуб «Горилла» (опасный подпольный клуб с родом занятий, угрожающих жизни, в том числе и выходом на бой с настоящей дикой гориллой) для того, чтобы она перестала бояться рисковать. Джейд поспорила с Андрэ и Робби, что если они проиграют, то должны танцевать «Хаммертайм» каждый раз как им прикажет Джейд. В итоге, Андрэ и Робби пришлось делать это каждый раз при виде Джейд ". Сопутствующая песня: "I'm on Fire". |              |                                                    |               |                                   |                         |                      |     |
| 35 | 4            | «Худшая пара»                                      | Адам Вайсман  | Дэн Шнайдер и Мэтт Флекенстин     | 11 февраля 2012         | 7 октября 2012       | 303 |
| Синжин просит компанию выручить его с игровым шоу Вопросы Парочкам. Он разбивает на пары Тори с Робби, Андрэ с Кэт, а Бэка с Джейд. Во время шоу выясняется, что им не нравится быть вместе. В результате, Тори, Андрэ, Робби и Кэт решают продолжить без них. В итоге Джейд и Бэк должны решить, хотят ли они быть парой. Тем временем Тори приходится мириться со своим постоянно разряжающимся телефоном, так как должна вот-вот уже выйти новая модель, которую она собирается купить. Робби думает, что они с Тори стали парой после игры в шоу. |              |                                                    |               |                                   |                         |                      |     |
| 36 | 5            | «Ужасная Девушка Андрэ»                            | Стив Хофер    | Дэн Шнайдер и Уоррен Белл         | 18 февраля 2012         | 21 октября 2012      | 304 |
| Тори замечает, что новая девушка Андрэ, Хоуп, очень властная и начинает беспокоиться, за то, что он делает всё, что она хочет. На что он отвечает, что он встречается с ней лишь только потому, что её отец известный музыкальный продюсер. Андрэ понимает, что должен порвать с ней, что это всё неправильно, но он не хочет упустить шанс выступить на её дне рождения перед отцом. После расставания с Бэком Джейд решает помочь Кэт с собакой маминого босса. Всё идёт наперекосяк, когда Джейд случайно ломает гитару босса с автографом Элвиса Пресли, от чего ей приходится обратиться за помощью к Робби и Бэку. Приглашённые звёзды: Мэган Холдер в роли Хоуп Квинси и Сьюзан Чуанг в роли м-с Ли. Сопутствующая песня: "Countdown" |              |                                                    |               |                                   |                         |                      |     |
| 37 | 6            | «Автомобиль, Дождь и Огонь»                        | Расс Рейнсел  | Дэн Шнайдер & Джейк Фэрроу        | 25 февраля 2012         | 28 октября 2012      | 305 |
| Услышав, что её любимая актриса ушла из кино, Кэт хочет отдать ей честь, взяв с собой Тори, Кэт и Джейд в дорожное путешествие в Сан-Диего. Во время их поездки Тори, Кэт и Джейд постоянно вляпываются в ситуации, и всё идёт под откос. Тем временем Трина распространила слухи, что она идёт с Бэком на свидание. И чтобы отомстить ей Бэк, Андрэ и Робби как бы «приглашают» Трину на свидание, чтобы преподать ей урок. Специальная приглашённая звезда: Ширли Джонс в роли Моны Паттерсон. |              |                                                    |               |                                   |                         |                      |     |
| 38 | 7            | «Тори и Джейд играют свидание»                     | Адам Вайсман  | Дэн Шнайдер и Мэтт Флекенстин     | 3 марта 2012            | 4 ноября 2012        | 306 |
| Тори и Джейд изображают мужа и жену, задание, которое требует использование их навыков актёрства, учитывая, что они практически не дружат. Психовски послал их на свидание в «Нозу». Там они встретили двух парней, которые не оставляли их в покое. Они поют песню в попытке избавиться от них, но когда они приходят на пьесу, девочки сбегают от них. А в это время Кэт и Робби впутываются в рискованный бизнес, в котором они должны рассказать плохие новости людям в радостной песне. К сожалению, лавочка закрылась, когда Трина, услышав плохую новость, разбила гитару. Сопутствующая песня: "Take a Hint". |              |                                                    |               |                                   |                         |                      |     |
| 39 | 8            | «Жертва Первоапрельской шутки»                     | Расс Рейнсел  | Дэн Шнайдер и Мэтт Флекенстин     | 24 марта 2012           | 26 января 2013       | 311 |
| Когда пришёл День смеха в Голливуд Артс, Тори провела весь день в ожидании креативных выдумок и настоящих шуток, абсолютно не замечая, что вокруг неё происходят абсурдные события и безумные происшествия. Специально приглашённые звёзды: Дэннис Хэскинс в роли м-ра Белдинга, Дрейк Белл в роли самого себя, Джерри Трейнор в роли Спенсера Шэя и Леди Гага в роли самой себя Приглашённая звезда: «Танцующие лобстеры» в роли самих себя. Примеч.: В этом эпизоде присутствуют разные ссылки на сериалы Спасённые звонком, Шоу Аманды, АйКарли, Match Game, Вилли Вонка и шоколадная фабрика, Волшебник страны Оз и Saturday Night Live. Сопутствующая песня: "Shut Up N' Dance" |              |                                                    |               |                                   |                         |                      |     |
| 40 | 9            | «Тори Сходит С Ума»                                | Расс Рейнсел  | Дэн Шнайдер и Мэтт Флекенстин     | 14 апреля 2012          | 18 ноября 2012       | 308 |
| Из-за того, что на улице Трины и Тори снимается фильм, им приходится ехать в объезд в школу. Но после того, как Тори побрила Трине ноги и подмышки, она расхотела ехать с ней 40 минут до школы. Поездка с Беком и другими девочками приводит к драке. В случае с Андрэ – его бабушка доставляет неприятности, с Робби на мотоцикле – очень медленно, а Джейд вообще попыталась завести её в дремучий лес, но Тори выскочила раньше, после чего ей пришлось протопать 20 км до школы, да ещё и бобр пошёл за ней. Тем временем Кэт принимает участие в новой онлайн компании, которая высылает купоны со скидкой. Она находит компанию, которая может предоставить Тори рок-автобус до школы с 90% скидкой. Когда подростки сели в машину, они обнаружили, что их водитель «Д-р Рапсодия», рэпер из 90-х. Эпизод заканчивается тем, что Д-р Рапсодия ставит свой единственный сингл «Five Fingaz (To The Face)» и группа начинает петь. Приглашённая звездаѕ: Слоун Эйвери в роли Кимберли. Сопутствующая песня: "Five Fingaz (to the Face)" |              |                                                    |               |                                   |                         |                      |     |
| 41 | 10           | «Как Трина попала?»                                | Расс Рейнсел  | Дэн Шнайдер и Кристофер Дж. Новак | 5 мая 2012              | 25 ноября 2012       | 309 |
| Невероятные истории ходят о Трине, и о том, как она попала в Голливуд Артс. Андрэ сказал, что у Трины был талант, но Синжин случайно уронил аппаратуру на голову Трине, поэтому она его потеряла. Джейд сказала, что Трина ужасно спела на прослушивании, и когда ей отказали, она бросила газовую гранату, заставив всех убежать (естественно она перед этим надела противогаз). Трина поставила «да» во всех бланках, а те, кто её прослушивал, ничего не вспомнили. Бэк сказал, что когда Трина ужасно спела, ей отказали. Трина в ответ она бросила вызов: если она выиграет в борьбе, то остаётся. Только Психовски раскрыл всю правду: когда весь судейский состав побежал вытаскивать голову Синжина из аппарата с содовой, он единственный прослушивал Трину. Он выпил тухлое кокосовое молоко, от которого у него пошли галлюцинации, и он увидел, что Трина – талантливая и удивительная натура, и Психовски принял её. Тем временем Робби забыл кошелёк в шкафчике и не смог заплатить счёт в закусочной «Нозу», поэтому Тори и ему пришлось отрабатывать свой заказ. Они не смогли сбежать из-за Кваку, амбала, который там работал. Втроём они порубили 20 кг кальмаров. и Когда уже собирались уйти, Робби случайно разбил гору тарелок, ему пришлось остаться и массировать ноги Кваку. |              |                                                    |               |                                   |                         |                      |     |
| 42 | 11           | «Тори Меняет Имидж» (1 часть из 2)                 | Стив Хофер    | Дэн Шнайдер и Кристофер Дж. Новак | 19 мая 2012             | 9 декабря 2012       | 315 |
| Тори выигрывает приз выступить на открытии Platinum Music Awards!. Продюсер, Мэйсон Торнсмит, и его команда хотят переделать её внешний вид и личные качества. Тори должна одеваться по настроению и плохо вести себя, и она не имеет права ни с кем об этом говорить, даже с друзьями и семьёй. Её друзья просто шокированы этим, и это становится для Тори проблемой. В итоге, Бэк сам узнаёт о секрете Тори, т.к. знает, что она никогда бы не изменилась так сильно. Бэк и Тори практически целуются, но в этом момент их прерывает м-с Вега. В конце концов, Тори всё-таки говорит Мэйсону и продюсеру, что она больше так не может и уходит, отчего Мэйсон запрещает приходить на Platinum Music Awards. Они дают Джейд этот шанс, потому что им понравилось её прослушивание. Сопутствующая песня: "Cheer Me Up" в исполнении Виктории Джастис. |              |                                                    |               |                                   |                         |                      |     |
| 43 | 12           | «Тори Меняет Имидж» (2 часть из 2, заключительная) | Стив Хофер    | Дэн Шнайдер и Кристофер Дж. Новак | 19 мая 2012             | 9 декабря 2012       | 316 |
| После того, как Кэт случайно оставила включённым видеочат, Джейд увидела, как Тори и Бэк говорили о том, что Тори не должна была целовать бывшего подруги (Бэк и Джейд расстались, Бэк пытался поцеловать Тори, а Тори и Джейд наконец стали друзьями). В итоге, Тори пошла на встречу с Джейд в театр «Бумеранг», чтобы поговорить с ней о Бэке. Потом Джейд отдала своё место на выступлении Виктории, а сама пошла в зрительский зал. Даже несмотря на то, что Тори была уволена, она исполнила песню «Make It In America», и это всё видел Мэйсон. Вначале он взбесился, так как он уволил Тори, но в итоге ему всё понравилось. Сопутствующая песня: "Make It In America" в исполнении Виктории Джастис. |              |                                                    |               |                                   |                         |                      |     |
| 44 | 13           | «Сумасшедшая Понни»                                | Клейтон Блуэн | Дэн Шнайдер и Уоррен Белл         | 9 июня 2012             | 2 декабря 2012       | 310 |
| Тори подружилась с Понни, новой школьницей, когда та ела в кабинке туалета. Однако, Понни постоянно исчезала, когда кто-нибудь оказывался рядом, заставляя думать школьников, что Тори тронулась умом. В итоге оказалось, что она была просто сумасшедшей. Она убежала в обеденное время, ждала, пока Тори выйдет из школы, дала ей куклу, похожую на неё, и переоделась в разносчицу китайской еды. Также Понни вывалила лапшу на голову Тори. Тори поговорила с мамой об этой проблеме, и они решили вызвать копов. Когда Тори хотела взять банку с соком, Понни схватила её и рассказала ей всю правду: что её по-настоящему зовут Фаун Лебовиц. До того, как Тори поступила в Голливуд Артс, Понни училась там, и что её выгнали, чтобы освободить для Тори место. Когда приехали копы, Психовски узнал её и сказал, что её выгнали потому, что она была чокнутой. Она крала вещи, носила странные вещи в рюкзаке и называла всех людей Дебби. Её арестовали, но она сбежала и переоделась в копа, который должен был отвезти Тори и Трину домой. Тем временем Кэт случайно удалила воском брови Джейд, и Джейд гналась за ней, чтобы отомстить. Когда Кэт уснула в аудитории, Джейд побрила её наголо. А Трина постоянно сморкалась в платок. В конце, у неё поднялась температура. Во время последних 30 секунд серии машину, в которой едут Тори и Трина, ведёт, как им кажется, Понни, однако, они никогда больше не упоминали об этом эпизоде. Special Приглашённая звезда: Дженнет Маккарди в роли Понни (Фаун Лебовиц). |              |                                                    |               |                                   |                         |                      |     |
| 45 | 14           | «Команда Блондинок»                                | Стив Хофер    | Дэн Шнайдер и Уоррен Белл         | 30 июня 2012            | 26 января 2013       | 313 |
| Тори, Джейд и Кэт решили пойти в «Нозу» после того, как снялись в новом фильме Бэка «Команда Блондинок». Но они не сняли блондинистые парики и голубые контактные линзы, так как Тори хотела узнать, что такое быть блондинкой. В «Нозу» Кэт встречает красивого парня по имени Эван по пути в туалет. После 5-часового разговора с ним она всё равно забывает сказать ему, что у неё на самом деле рыжие волосы и карие глаза. Тори и Робби говорят ей, что она красива, и когда Кэт говорит с Робби об Эване, Робби начинает ревновать. Во время обеда Джейд смотрит страницу Эвана на SplashFace и показывает, что все его бывшие девушки были блондинками, что он любит блондинок и ненавидит людей, которые выдают себя за других. Робби неожиданно взрывается и откровенно признаётся, что Кэт очаровательна, и любой парень в мире будет счастлив с ней встречаться. В день премьеры фильма Бэка Джейд и Тори ждут, что Кэт придёт в своём привычном образе, но она решает прийти в белом парике и голубыми линзами на встречу с Эваном. Во время фильма домашняя птичка бабушки Андрэ садится на голову Кэт, и та пытается в панике выбежать из зала. Когда Кэт выбегает из театра, за ней бегут Тори и Робби, а Бэк ставит на паузу фильм. Тори приказывает Кэт открыться перед Эваном. И Кэт показывает свой настоящий цвет волос. Эван говорит ей, что она красива, «но мне, правда, нравятся блондинки. Увидимся.» Расстроенная Кэт не оценила совет Тори, но в конце Робби исполнил свою песню "I Think You're Swell" для Кэт. Однако, она всего лишь отвечает, что ей, может быть, стоит перекраситься в блондинку. Тем временем Андрэ пытается отловить бабушкину птичку Ларри. Примеч.: Это должен был быть последний эпизод в сериале. Приглашённые звёзды: Макс Карвер в роли Эвана Смита, Майкл Эрик Райд в роли Синжина, Дасрсан Соломон в роли Берфа. Сопутствующая песня: "I Think You're Swell" в исполнении Мэтта Беннета. |              |                                                    |               |                                   |                         |                      |     |

| No. в сериале | No. в сезоне | Название                                           | Режиссёр      | Сценарист                         | Дата выхода официальная | Дата выхода в России | Код |
| --- | ------------ | -------------------------------------------------- | ------------- | --------------------------------- | ----------------------- | -------------------- | --- |
| 33 | 1            | «Голодная компашка»                                | Стив Хофер    | Дэн Шнайдер и Джейк Фэрроу        | 28 января 2012          | 30 сентября 2012     | 302 |
| Этот эпизод был маленькой пародией на фильм 1985 года Клуб «Завтрак». Тори и друзьям пришлось сидеть всю субботу взаперти после того, как они опоздали в класс. Во время эпизода идёт очень много ссылок на фильм: фразы, сцены с танцами и преследования по коридору. Все неподходящие диалоги были изменены. К примеру, эпизод с наркотиками был изменён на тако, а вопросы о девственности на веганство. Примеч.: Хоть Даниэлла Моне появляется в эпизоде на какое-то время, тем не менее, она ничего не говорит. Специальная приглашённая звезда: Роб Риггл в роли зам. директора Дикерса. Сопутствующая песня: "Don't You (Forget About Me)" в исполнении актёрского состава Виктории-победительницы. |              |                                                    |               |                                   |                         |                      |     |
| 34 | 2            | «Клуб «Горилла»                                    | Стив Хофер    | Дэн Шнайдер и Уоррен Белл         | 4 февраля 2012          | 11 ноября 2012       | 307 |
| Психовски и Кэт не понравилось выступление Тори на прослушивании для роли в фильме. Её друзья посоветовали ей пойти в клуб «Горилла» (опасный подпольный клуб с родом занятий, угрожающих жизни, в том числе и выходом на бой с настоящей дикой гориллой) для того, чтобы она перестала бояться рисковать. Джейд поспорила с Андрэ и Робби, что если они проиграют, то должны танцевать «Хаммертайм» каждый раз как им прикажет Джейд. В итоге, Андрэ и Робби пришлось делать это каждый раз при виде Джейд ". Сопутствующая песня: "I'm on Fire". |              |                                                    |               |                                   |                         |                      |     |
| 35 | 3            | «Худшая пара»                                      | Адам Вайсман  | Дэн Шнайдер и Мэтт Флекенстин     | 11 февраля 2012         | 7 октября 2012       | 303 |
| Синжин просит компанию выручить его с игровым шоу Вопросы Парочкам. Он разбивает на пары Тори с Робби, Андрэ с Кэт, а Бэка с Джейд. Во время шоу выясняется, что им не нравится быть вместе. В результате, Тори, Андрэ, Робби и Кэт решают продолжить без них. В итоге Джейд и Бэк должны решить, хотят ли они быть парой. Тем временем Тори приходится мириться со своим постоянно разряжающимся телефоном, так как должна вот-вот уже выйти новая модель, которую она собирается купить. Робби думает, что они с Тори стали парой после игры в шоу. |              |                                                    |               |                                   |                         |                      |     |
| 36 | 4            | «Ужасная Девушка Андрэ»                            | Стив Хофер    | Дэн Шнайдер и Уоррен Белл         | 18 февраля 2012         | 21 октября 2012      | 304 |
| Тори замечает, что новая девушка Андрэ, Хоуп, очень властная и начинает беспокоиться, за то, что он делает всё, что она хочет. На что он отвечает, что он встречается с ней лишь только потому, что её отец известный музыкальный продюсер. Андрэ понимает, что должен порвать с ней, что это всё неправильно, но он не хочет упустить шанс выступить на её дне рождения перед отцом. После расставания с Бэком Джейд решает помочь Кэт с собакой маминого босса. Всё идёт наперекосяк, когда Джейд случайно ломает гитару босса с автографом Элвиса Пресли, от чего ей приходится обратиться за помощью к Робби и Бэку. Приглашённые звёзды: Мэган Холдер в роли Хоуп Квинси и Сьюзан Чуанг в роли м-с Ли. Сопутствующая песня: "Countdown" |              |                                                    |               |                                   |                         |                      |     |
| 37 | 5            | «Автомобиль, Дождь и Огонь»                        | Расс Рейнсел  | Дэн Шнайдер & Джейк Фэрроу        | 25 февраля 2012         | 28 октября 2012      | 305 |
| Услышав, что её любимая актриса ушла из кино, Кэт хочет отдать ей честь, взяв с собой Тори, Кэт и Джейд в дорожное путешествие в Сан-Диего. Во время их поездки Тори, Кэт и Джейд постоянно вляпываются в ситуации, и всё идёт под откос. Тем временем Трина распространила слухи, что она идёт с Бэком на свидание. И чтобы отомстить ей Бэк, Андрэ и Робби как бы «приглашают» Трину на свидание, чтобы преподать ей урок. Специальная приглашённая звезда: Ширли Джонс в роли Моны Паттерсон. |              |                                                    |               |                                   |                         |                      |     |
| 38 | 6            | «Тори и Джейд играют свидание»                     | Адам Вайсман  | Дэн Шнайдер и Мэтт Флекенстин     | 3 марта 2012            | 4 ноября 2012        | 306 |
| Тори и Джейд изображают мужа и жену, задание, которое требует использование их навыков актёрства, учитывая, что они практически не дружат. Психовски послал их на свидание в «Нозу». Там они встретили двух парней, которые не оставляли их в покое. Они поют песню в попытке избавиться от них, но когда они приходят на пьесу, девочки сбегают от них. А в это время Кэт и Робби впутываются в рискованный бизнес, в котором они должны рассказать плохие новости людям в радостной песне. К сожалению, лавочка закрылась, когда Трина, услышав плохую новость, разбила гитару. Сопутствующая песня: "Take a Hint". |              |                                                    |               |                                   |                         |                      |     |
| 39 | 7            | «Жертва Первоапрельской шутки»                     | Расс Рейнсел  | Дэн Шнайдер и Мэтт Флекенстин     | 24 марта 2012           | 26 января 2013       | 311 |
| Когда пришёл День смеха в Голливуд Артс, Тори провела весь день в ожидании креативных выдумок и настоящих шуток, абсолютно не замечая, что вокруг неё происходят абсурдные события и безумные происшествия. Специально приглашённые звёзды: Дэннис Хэскинс в роли м-ра Белдинга, Дрейк Белл в роли самого себя, Джерри Трейнор в роли Спенсера Шэя и Леди Гага Приглашённая звездаѕ: «Танцующие лобстеры» в роли самих себя. Примеч.: В этом эпизоде присутствуют разные ссылки на сериалы Спасённые звонком, Шоу Аманды, АйКарли, Match Game, Вилли Вонка и шоколадная фабрика, Волшебник страны Оз и Saturday Night Live. Сопутствующая песня: "Shut Up N' Dance" |              |                                                    |               |                                   |                         |                      |     |
| 40 | 8            | «Тори Сходит С Ума»                                | Расс Рейнсел  | Дэн Шнайдер и Мэтт Флекенстин     | 14 апреля 2012          | 18 ноября 2012       | 308 |
| Из-за того, что на улице Трины и Тори снимается фильм, им приходится ехать в объезд в школу. Но после того, как Тори побрила Трине ноги и подмышки, она расхотела ехать с ней 40 минут до школы. Поездка с Беком и другими девочками приводит к драке. В случае с Андрэ – его бабушка доставляет неприятности, с Робби на мотоцикле – очень медленно, а Джейд вообще попыталась завести её в дремучий лес, но Тори выскочила раньше, после чего ей пришлось протопать 20 км до школы, да ещё и бобр пошёл за ней. Тем временем Кэт принимает участие в новой онлайн компании, которая высылает купоны со скидкой. Она находит компанию, которая может предоставить Тори рок-автобус до школы с 90% скидкой. Когда подростки сели в машину, они обнаружили, что их водитель «Д-р Рапсодия», рэпер из 90-х. Эпизод заканчивается тем, что Д-р Рапсодия ставит свой единственный сингл «Five Fingaz (To The Face)» и группа начинает петь. Приглашённая звездаѕ: Слоун Эйвери в роли Кимберли. Сопутствующая песня: "Five Fingaz (to the Face)" |              |                                                    |               |                                   |                         |                      |     |
| 41 | 9            | «Как Трина попала?»                                | Расс Рейнсел  | Дэн Шнайдер и Кристофер Дж. Новак | 5 мая 2012              | 25 ноября 2012       | 309 |
| Невероятные истории ходят о Трине, и о том, как она попала в Голливуд Артс. Андрэ сказал, что у Трины был талант, но Синжин случайно уронил аппаратуру на голову Трине, поэтому она его потеряла. Джейд сказала, что Трина ужасно спела на прослушивании, и когда ей отказали, она бросила газовую гранату, заставив всех убежать (естественно она перед этим надела противогаз). Трина поставила «да» во всех бланках, а те, кто её прослушивал, ничего не вспомнили. Бэк сказал, что когда Трина ужасно спела, ей отказали. Трина в ответ она бросила вызов: если она выиграет в борьбе, то остаётся. Только Психовски раскрыл всю правду: когда весь судейский состав побежал вытаскивать голову Синжина из аппарата с содовой, он единственный прослушивал Трину. Он выпил тухлое кокосовое молоко, от которого у него пошли галлюцинации, и он увидел, что Трина – талантливая и удивительная натура, и Психовски принял её. Тем временем Робби забыл кошелёк в шкафчике и не смог заплатить счёт в закусочной «Нозу», поэтому Тори и ему пришлось отрабатывать свой заказ. Они не смогли сбежать из-за Кваку, амбала, который там работал. Втроём они порубили 20 кг кальмаров. и Когда уже собирались уйти, Робби случайно разбил гору тарелок, ему пришлось остаться и массировать ноги Кваку. |              |                                                    |               |                                   |                         |                      |     |
| 42 | 10           | «Тори Меняет Имидж» (1 часть из 2)                 | Стив Хофер    | Дэн Шнайдер и Кристофер Дж. Новак | 19 мая 2012             | 9 декабря 2012       | 315 |
| Тори выигрывает приз выступить на открытии Platinum Music Awards!. Продюсер, Мэйсон Торнсмит, и его команда хотят переделать её внешний вид и личные качества. Тори должна одеваться по настроению и плохо вести себя, и она не имеет права ни с кем об этом говорить, даже с друзьями и семьёй. Её друзья просто шокированы этим, и это становится для Тори проблемой. В итоге, Бэк сам узнаёт о секрете Тори, т.к. знает, что она никогда бы не изменилась так сильно. Бэк и Тори практически целуются, но в этом момент их прерывает м-с Вега. В конце концов, Тори всё-таки говорит Мэйсону и продюсеру, что она больше так не может и уходит, отчего Мэйсон запрещает приходить на Platinum Music Awards. Они дают Джейд этот шанс, потому что им понравилось её прослушивание. Сопутствующая песня: "Cheer Me Up" в исполнении Виктории Джастис. |              |                                                    |               |                                   |                         |                      |     |
| 43 | 11           | «Тори Меняет Имидж» (2 часть из 2, заключительная) | Стив Хофер    | Дэн Шнайдер и Кристофер Дж. Новак | 19 мая 2012             | 9 декабря 2012       | 316 |
| После того, как Кэт случайно оставила включённым видеочат, Джейд увидела, как Тори и Бэк говорили о том, что Тори не должна была целовать бывшего подруги (Бэк и Джейд расстались, Бэк пытался поцеловать Тори, а Тори и Джейд наконец стали друзьями). В итоге, Тори пошла на встречу с Джейд в театр «Бумеранг», чтобы поговорить с ней о Бэке. Потом Джейд отдала своё место на выступлении Виктории, а сама пошла в зрительский зал. Даже несмотря на то, что Тори была уволена, она исполнила песню «Make It In America», и это всё видел Мэйсон. Вначале он взбесился, так как он уволил Тори, но в итоге ему всё понравилось. Сопутствующая песня: "Make It In America" в исполнении Виктории Джастис. |              |                                                    |               |                                   |                         |                      |     |
| 44 | 12           | «Сумасшедшая Понни»                                | Клейтон Блуэн | Дэн Шнайдер и Уоррен Белл         | 9 июня 2012             | 2 декабря 2012       | 310 |
| Тори подружилась с Понни, новой школьницей, когда та ела в кабинке туалета. Однако, Понни постоянно исчезала, когда кто-нибудь оказывался рядом, заставляя думать школьников, что Тори тронулась умом. В итоге оказалось, что она была просто сумасшедшей. Она убежала в обеденное время, ждала, пока Тори выйдет из школы, дала ей куклу, похожую на неё, и переоделась в разносчицу китайской еды. Также Понни вывалила лапшу на голову Тори. Тори поговорила с мамой об этой проблеме, и они решили вызвать копов. Когда Тори хотела взять банку с соком, Понни схватила её и рассказала ей всю правду: что её по-настоящему зовут Фаун Лебовиц. До того, как Тори поступила в Голливуд Артс, Понни училась там, и что её выгнали, чтобы освободить для Тори место. Когда приехали копы, Психовски узнал её и сказал, что её выгнали потому, что она была чокнутой. Она крала вещи, носила странные вещи в рюкзаке и называла всех людей Дебби. Её арестовали, но она сбежала и переоделась в копа, который должен был отвезти Тори и Трину домой. Тем временем Кэт случайно удалила воском брови Джейд, и Джейд гналась за ней, чтобы отомстить. Когда Кэт уснула в аудитории, Джейд побрила её наголо. А Трина постоянно сморкалась в платок. В конце, у неё поднялась температура. Во время последних 30 секунд серии машину, в которой едут Тори и Трина, ведёт, как им кажется, Понни, однако, они никогда больше не упоминали об этом эпизоде. Special Приглашённая звезда: Дженнет Маккарди в роли Понни (Фаун Лебовиц). |              |                                                    |               |                                   |                         |                      |     |
| 45 | 13           | «Команда Блондинок»                                | Стив Хофер    | Дэн Шнайдер и Уоррен Белл         | 30 июня 2012            | 26 января 2013       | 313 |
| Тори, Джейд и Кэт решили пойти в «Нозу» после того, как снялись в новом фильме Бэка «Команда Блондинок». Но они не сняли блондинистые парики и голубые контактные линзы, так как Тори хотела узнать, что такое быть блондинкой. В «Нозу» Кэт встречает красивого парня по имени Эван по пути в туалет. После 5-часового разговора с ним она всё равно забывает сказать ему, что у неё на самом деле рыжие волосы и карие глаза. Тори и Робби говорят ей, что она красива, и когда Кэт говорит с Робби об Эване, Робби начинает ревновать. Во время обеда Джейд смотрит страницу Эвана на SplashFace и показывает, что все его бывшие девушки были блондинками, что он любит блондинок и ненавидит людей, которые выдают себя за других. Робби неожиданно взрывается и откровенно признаётся, что Кэт очаровательна, и любой парень в мире будет счастлив с ней встречаться. В день премьеры фильма Бэка Джейд и Тори ждут, что Кэт придёт в своём привычном образе, но она решает прийти в белом парике и голубыми линзами на встречу с Эваном. Во время фильма домашняя птичка бабушки Андрэ садится на голову Кэт, и та пытается в панике выбежать из зала. Когда Кэт выбегает из театра, за ней бегут Тори и Робби, а Бэк ставит на паузу фильм. Тори приказывает Кэт открыться перед Эваном. И Кэт показывает свой настоящий цвет волос. Эван говорит ей, что она красива, «но мне, правда, нравятся блондинки. Увидимся.» Расстроенная Кэт не оценила совет Тори, но в конце Робби исполнил свою песню "I Think You're Swell" для Кэт. Однако, она всего лишь отвечает, что ей, может быть, стоит перекраситься в блондинку. Тем временем Андрэ пытается отловить бабушкину птичку Ларри. Примеч.: Это должен был быть последний эпизод в сериале. Приглашённые звёзды: Макс Карвер в роли Эвана Смита, Майкл Эрик Райд в роли Синжина, Дасрсан Соломон в роли Берфа. Сопутствующая песня: "I Think You're Swell" в исполнении Мэтта Беннета. |              |                                                    |               |                                   |                         |                      |     |

### Сезон 4 (2012/13)
Это финальный сезон сериала «Виктория-победительница».
- Даниэлла Моне отсутствовала в трёх эпизодах. (4x03, 4x05, and 4x07)

| No. в сериале | No. в сезоне | Название                      | Режиссёр      | Сценарист                         | Дата выхода официальная | Дата выхода в России | Код |
| --- | ------------ | ----------------------------- | ------------- | --------------------------------- | ----------------------- | -------------------- | --- |
| 46 | 1            | «Склад Ванко»                 | Адам Вайсман  | Дэн Шнайдер и Кристофер Дж. Новак | 22 сентября 2012        | 26 января 2013       | 312 |
| Тори и друзья пошли на склад «Ванко», чтобы купить вещи с 80% скидкой, но выяснилось, что распродажа начнётся только завтра. Джейд предложила спрятаться в магазине на ночь, чтобы таким образом они были первыми и не стоять в очереди. Однако, включилась охранная система, из-за которой они оказались в ловушке, а проход был закрыт лазерными лучами. Робби пролез под лучами и попытался отключить сирену, но столкнулся с двумя грабителями. Тем временем Джейд сказала, что она голодна, и Кэт прошла сквозь лучи за сэндвичем и случайно отключила охрану. Они все выбежали, накрыв головы вёдрами и выскочили незамеченными от камер. Примеч.: Никелодеон рекламировал эту серию как премьеру сезона. Когда Робби попадает в диспетчерскую, он видит канадский большой кусок торта, хотя в «АйКарли» он считается запрещённым |              |                               |               |                                   |                         |                      |     |
| 47 | 2            | «Король Ладоней»              | Расс Рейнсел  | Дэн Шнайдер и Мэтт Флекенстин     | 29 сентября 2012        | 26 января 2013       | 314 |
| Робби выкладывает видео в интернете о том, как он танцует, отстукивая ладонями по телу, вследствие чего становится знаменитым. И Джарольд, который заявляет, что он Король Ладоней, замечает это. Он вызывает Робби на поединок, портит ему всё и выставляет идиотом. Позже Тори узнаёт, что они с Джарольдом танцевали вместе 7 лет назад. Робби просит Тори научить его. Во время соревнования друг Джарольда бросает суши в Робби, от чего он сбивается с ритма. Тори решает вызвать Джарольда один на один и в конце обыгрывает его и становится королевой. Тем временем Кэт беспрестанно тренируется танцевать чечётку для своих уроков. |              |                               |               |                                   |                         |                      |     |
| 48 | 3            | «Свидание Наоборот»           | Стив Хофер    | Дэн Шнайдер и Уоррен Белл         | 13 октября 2012         | 5 мая 2013           | 317 |
| Тори, Бэк, Андрэ и Робби собираются пойти в музей, но Андрэ и Робби отказываются, чтобы сделать видео для соревнования. Понимая, что это будет свидание для двоих, Тори и Бэк решают пойти на «свидание наоборот», так чтобы люди не подумали, что они идут на настоящее свидание. Однако, Кэт случайно говорит Джейд об этом и она расстраивается. Притворяясь Кэт, она звонит Тори и выясняет, где они находятся. После обеда с морепродуктами, Тори и Бэк едут отвезти собаку к ветеринару. Пока они обсуждают, что они не свидании, все люди в ветлечебнице слышат это. Они начинают расспрашивать Бэка, почему он расстался с Джейд, и есть ли у него чувства к Тори. Прежде, чем он успевает хоть кому-то ответить, заходит Джейд. Она говорит, что не злится, и он может встречаться с кем хочет. Бэк и Джейд начинают друг другу улыбаться, но их прерывает ветеринар. Тем временем Андрэ и Робби снимают видео с целью выиграть новый Пиар Пад 3, но они падают на спину в гигантских костюмах, сделанных под грушу, и не могут подняться. Отсутствовал: Даниэлла Моне в роли Трины Веги. |              |                               |               |                                   |                         |                      |     |
| 49 | 4            | «Три Девушки И Лось»          | Дэвид Кендалл | Дэн Шнайдер и Кристофер Дж. Новак | 20 октября 2012         | 19 мая 2013          | 319 |
| Бэк, Робби и Андрэ устраивают благотворительное шоу в «Караоке Доки», чтобы им сделали ремонт в туалете для мальчиков в школе, и девочки должны помочь им. Однако, они про всё забывают, когда видят друга Бэка из Канады, Лося. И все они начинают бороться за его внимание. Кэт приносит ему гамбургеры, Тори притворяется, что любит хоккей, а Джейд разговаривает с ним о любимом фильме, «Ножницы». Несмотря на их попытки, Лось говорит им, что ему больше по душе канадские девушки. Тори и Кэт просят прощения у мальчиков за пренебрежительное отношение к шоу, исполнив для них песню «L.A. Boyz». После песни, они задаются вопросом, а где Лось, и в итоге оказывается, что он целуется с Джейд в её машине. Приглашённая звездаѕ: Брэндон Джонс в роли Лося. Сопутствующая песня: "L.A. Boyz" в исполнении Виктори Джастис и Арианы Гранде. |              |                               |               |                                   |                         |                      |     |
| 50 | 5            | «Телефоны Взаперти!»          | Адам Вайсман  | Дэн Шнайдер и Уоррен Белл         | 24 ноября, 2012         | 12 мая 2013          | 318 |
| Психовски становится недовольным из-за того, что школьники пользуются телефонами во время урока, поэтому он приказывает перестать использовать современные технологии. После того, как Кэт сходит с ума без телефона, до мальчиков доходит, что они могли бы заставить девчонок проиграть спор. Поэтому они заключают пари мальчики против девочек. Джейд и Тори приходиться удерживать Кэт от пользования телефоном. И они понимают, что выиграть будет сложно, поэтому решают обманом заставить мальчиков проиграть. Однако, это не приводит к успеху. На следующем уроке Психовски начинает злиться на всех, и в конце концов, говорит, что если они хотят, пусть возьмут телефоны. Девочки бегут их включать, а мальчики признаются, что это был обман, и они проиграли спор. А Психовски им помог из мужской солидарности. Отсутствовал: Даниэлла Моне в роли Трины Веги. |              |                               |               |                                   |                         |                      |     |
| 51 | 6            | «Бэк И Джейд Снова Вместе»    | Дэвид Кендалл | Дэн Шнайдер и Уоррен Белл         | 1 декабря 2012          | 26 мая 2013          | 320 |
| Девушка по имени Мередит хочет встречаться с Бэком, но ему неприятно это, потому что он не хочет, чтобы Джейд ревновала. И Тори решает найти парня Джейд для того, чтобы Бэк мог спокойно ходить на свидания. Для этого они с Андрэ нанимают парня, который должен пойти с ней на свидание. В итоге, он робеет перед ней, и Джейд понимает, что всё это было подстроено. Разозлённая на Тори и Андрэ, она нападает на них, но Бэк останавливает её. Когда Тори объясняет, почему она хотела найти ей пару, Джейд говорит Бэку, что он может гулять с кем хочет, так как они расстались. Бэк берёт Мередит на фестиваль «Фул Мун Джэм», и понимает, что она со всем соглашается. Это его раздражает, и он говорит Тори, что ему нужна девушка, которая может дать отпор, и с которой не так всё просто. Сразу после этого Джейд исполняет песню, а в это время на неё смотрит Бэк. Когда она закончила, он поднялся на сцену и сказал, что очень скучал по ней. Потом он поцеловал её и решил снова с ней сойтись. Тем временем в ухо Кэт влетает бабочка Робби, и он пытается найти способ достать её оттуда. Этот эпизод заканчивается тем, что Джейд и Бэк снова официально становятся парой, и Робби наконец вытаскивает бабочку из уха Кэт. Сопутствующая песня: "You Don't Know Me" в исполнении Элизабет Гиллис Примеч.: Фестиваль «Фул Мун Джэм» второй раз появляется в сериале. Первый раз он был во втором сезоне в эпизоде «Умолять на коленях». |              |                               |               |                                   |                         |                      |     |
| 52 | 7            | «Одна Тысяча Ягодных Шариков» | Дэвид Кендалл | Дэн Шнайдер и Дейв Малкофф        | 8 декабря 2012          | 6 октября 2013       | 326 |
| Робби хочет, чтобы Кэт стала его парой на наступающем балу Голливуд Артса, но она его избегает. После того, как Робби идёт с другой девушкой, Кэт осознаёт, что у неё есть чувства к Робби, и она начинает ревновать. На балу она пытается заставить ревновать Робби, танцуя с Синжином, и всё заканчивается тем, что её ударяют по голове, и она падает в обморок. Когда она очухивается, они начинают разговаривать, и Робби приближается к ней и целует её. Но она сбегает на своём байке. Джейд очень волнуется, потому что этот бал стал первым выходом в свет с момента их расставания. Бал является чем-то средним между Гавайской и ковбойской темами. Перед тем как выступить с песней, Тори и Андрэ раздавали в йогуртной лавке тысячу ягодных шариков. А Тори пришлось засунуть шарики в шляпу, так как их никто не хотел пробовать. Сопутствующая песня: "Here's 2 Us" в исполнении Виктории Джастис и Леона Томаса III. Отсутствовал: Даниэлла Моне в роли Трины Веги |              |                               |               |                                   |                         |                      |     |
| 53 | 8            | «Робби Продаёт Рекса»         | Адам Вайсман  | Дэн Шнайдер и Кристофер Дж. Новак | 15 декабря 2012         | 16 июня 2013         | 321 |
| Сын Мэйсона Торнсмита предлагает купить куклу Робби, Рекса, за 2 тысячи долларов. Робби сдаётся и продаёт Рекса, но потом жалеет об этом. Тори решает отвлечь мальчика. Она находит девочку, которая целует его, и он забывает о Рексе, и Робби возвращает его обратно. Тем временем человек в маске (также известный под именем Мучной Террорист) бросается мукой в людей в Голливуд Артс, и никто не знает, кто он. Когда Джейд, Бэк, Андрэ и Кэт наконец ловят его, оказывается, что он вообще незнакомец из другой школы. В конце эпизода у Робби остаётся 2 тысячи долларов и Рекс. Приглашённые звёзды: Коул Дженсен в роли Френсиса Торнсмита и Маккензи Брук Смит в роли Роды Хелберг. |              |                               |               |                                   |                         |                      |     |
| 54 | 9            | «Плохой Сосед По Комнате»     | Стив Хофер    | Дэн Шнайдер и Уоррен Белл         | 5 января 2013           | 8 сентября 2013      | 322 |
| Андрэ надоедает жить с бабушкой и он решает переехать к Тори, но всё выходит просто ужасно. Позже выясняется, что именно сумасшедшее поведение его бабушки, есть основной ключ к тому, что он так хорошо пишет песни. Тори и Андрэ предлагают Коджизи купить их песню, но он покупает песни лишь только в том случае, если она пройдёт тест: песню отвергнут, если заплачет ребёнок. Тем временем на Пиар паде появляется новое приложение, которое показывает снимки школы Голливуд Артс со спутника, и Джейд появляется на одном из них в таком ракурсе, как будто она ковыряет в носу, когда на самом деле чешет его. Она планирует переделать снимок на более подходящий, но всё оборачивается против неё, когда Робби на неё падает и создаётся впечатление, что они целуются. Приглашённая звезда: Kool Kojak в роли Коджизи. Сопутствующая песня: "Faster Than Boyz" в исполнении Виктории Джастис и Леона Томаса III. |              |                               |               |                                   |                         |                      |     |
| 55 | 10           | «Мозговые Выжималки»          | Клэйтон Боуэн | Дэн Шнайдер и Уоррен Белл         | 12 января 2013          | 22 сентября 2013     | 324 |
| Тори пригласили на новое игровое шоу «Мозговые Выжималки», и все её друзья хотят быть в команде. Раздражённая тем, что все к ней пристают, она наконец выбирает Андрэ, Бэка и Робби. Но когда она приходит на шоу, выясняется, что Джейд уже там представилась её именем. Джейд забрала её команду, и ей пришлось играть с Триной, Синжином и Кэт. Выяснилось, что игра не такая прекрасная, как они ожидали. Когда кто-либо неправильно отвечает на вопрос, тот получает чпок: в него чем-нибудь прыскают или что-нибудь падает на голову. Через какое-то время, когда уже всех травмировали, команда Тори выигрывает 10 тысяч долларов. Однако, для того, чтобы забрать деньги Тори должна вырваться из рук сумоиста, который её держит. Она не справляется, и никто не выигрывает деньги. |              |                               |               |                                   |                         |                      |     |
| 56 | 11           | «Шлеп-Война»                  | Стив Хофер    | Дэн Шнайдер и Кристофер Дж. Новак | 19 января 2013          | 13 октября 2013      | 327 |
| Тори выясняет, что у Трины 977 подписчиков к её 314. Тори рассказывает компании о Трине. И команда сразу начинает выкладывать различный материал, чтобы набрать больше подписчиков на Шлепе. Кэт записывает всё, что она делает, Джейд пытается напугать людей, крича на них, чтобы они подписались на её блог, Бэк моет машину в майке, Робби создаёт новый образ, а Тори пытается выполнить нелёгкую задачу. Синжин наконец рассказывает, как Трина получила столько подписчиков: 3 месяца назад он взломал сервер Шлепа и изменил номер подписчиков (коих было на самом деле 34) на 977, чтобы научиться прыгать через скакалку. В итоге он говорит всем, что это нелепо быть самыми популярными школьниками в Голливуд Артс, иметь так много друзей и беспокоиться о том, сколько у тебя подписчиков. Друзья понимают, что он прав, и чувствуют себя виноватыми. В последней сцене Трина и Синжин прыгают через скакалку, но он ей надоедает, и она уходит. Примеч.: Это последний отснятый эпизод Виктории-победительницы. |              |                               |               |                                   |                         |                      |     |
| 57 | 12           | «Неудачница-Звезда Тори»      | Адам Вайсман  | Дэн Шнайдер и Кристофер Дж. Новак | 26 января 2013          | 29 сентября 2013     | 325 |
| Тори боится забыть слова Гимна, который она должна спеть на баскетбольной игре. Но Тори по-настоящему пришлось озадачиться тем, что талисман команды (сенбернар) протаскал её по всему полу. Ведущий шоу Крис Берм проявил симпатию к Тори и позволил ей выступить ещё раз на шоу. Но потом он признался, что собирается поиздеваться над Тори. Бэк и Андрэ спасли Тори от насмешек. Кэт решила жить в школе, потому что её родители с братом в специальном госпитале/реабилитационном центре. Сопутствующая песня: "Star Spangled Banner" и "Bad Boys" в исполнении Виктории Джастис. Примеч.: "Bad Boys" – последняя песня в «Виктории-победительнице». |              |                               |               |                                   |                         |                      |     |
| 58 | 13           | «Побе-Да»                     | Дэвид Кендалл | Дэн Шнайдер и Кристофер Дж. Новак | 2 февраля 2013          | 15 сентября 2013     | 323 |
| Психовски заключил пари с группой, что они будут говорить всем и вся только да целый день, только если это не причинит вреда людям. Робби и Кэт пришлось согласиться и отдать свои вещи каким-то людям на улице (они остались только в нижнем белье). Бэк пытается уговорить Джейд, используя пари, на дрег, по-другому гонка на ускорение, но вместо этого идёт Синжин. Трина хвастается мексиканским шоу под названием «Дивертисимо». Она говорит, что его не показывают на территории США, но Тори и Джейд выясняют, где оно находится, и идут прямо в студию. Там Трина в костюме гигантского куска сыра, преследуется маленькими дети, одетые в мышат. Тори принимают в шоу по её просьбе. Следом и Джейд просится в него. В конце их всех троих преследуют мышата с гигантскими вилками. После того, как один из них тыкнул в Джейд вилкой, она разъярённая начинает гоняться за ним. Примеч.: Это финальный эпизод «Виктории-победительницы». Примеч. 2: Когда Бэк смотрит в бинокль Синжина, можно увидеть логотип Сэм и Кэт на машине. |              |                               |               |                                   |                         |                      |     |